# Laevidentalium gofasi
Laevidentalium gofasi är en blötdjursart som beskrevs av Victor Scarabino 1995. Laevidentalium gofasi ingår i släktet Laevidentalium och familjen Laevidentaliidae. Inga underarter finns listade i Catalogue of Life.